# Dirección General de Agenda 2030
La Dirección General de Agenda 2030 es el órgano directivo del Ministerio de Derechos Sociales, Consumo y Agenda 2030 que, bajo la dependencia directa del ministro, es responsable de la propuesta y ejecución de la política del Gobierno de la Nación en materia de impulso, seguimiento y cooperación para la implementación de la Agenda 2030 para el desarrollo sostenible, así como la gestión y coordinación de las relaciones internacionales en las materias competencia del Ministerio.

## Historia
La dirección general se crea en enero de 2020 como un órgano directivo al servicio de la Secretaría de Estado para la Agenda 2030, con el objetivo de apoyar el cumplimiento de sus funciones en relación con los Objetivos de Desarrollo Sostenible (ODS). Se la dotó de una única subdirección general, la Subdirección General de Análisis y Estudios para la Agenda 2030.
En diciembre de 2023 se renombró como Dirección General de Agenda 2030 y pasó a depender directamente del ministro. Tras su reestructuración en febrero de 2024, pasó a tener dos subdirecciones generales: de Relaciones Internacionales y de Análisis y Estrategia de Agenda 2030.

## Estructura
Para la consecución de sus objetivos, la Dirección General tiene dos órganos directivos:
- La Subdirección General de Relaciones Internacionales, a la que le corresponde gestionar y coordinar las relaciones internacionales del Departamento y liderar las políticas nacionales sobre Agenda 2030 en las diferentes organizaciones internacionales, todo ello en coordinación con el Ministerio de Asuntos Exteriores.
- La Subdirección General de Análisis y Estrategia de Agenda 2030, a la que le corresponde las relaciones con los órganos competentes de la Administración General del Estado, así como con el resto de administraciones nacionales con materia de Agenda 2030; impulsar y apoyar la ejecución de las políticas, planes y actuaciones necesarias para el cumplimiento por parte de España de la Agenda 2030 y, en concreto, de la Estrategia de Desarrollo Sostenible 2030; analizar el impacto en el cumplimiento de la Agenda 2030 de los proyectos normativos del Estado; impulsar la participación de la sociedad civil y del sector privado en la implementación de la Agenda 2030, así como su sensibilización, y realizar las estadísticas necesarias, en colaboración con el Instituto Nacional de Estadística.

## Directores generales
- Gabriel Castañares Hernández (29 de enero de 2020 - 19 de diciembre de 2023)[5]
- Paula Fernández-Wulff Barreiro (19 de diciembre de 2023 - 1 de abril de 2025)[6]
- David Perejil Bricio (1 de abril de 2025-presente)[7]